# MÁV V41 sorozat
A MÁV V41 sorozat a MÁV részére szállított villamosmozdony-sorozat. Beceneve : "Kisleó".

## Története
A II. világháború után rohamos tempóban indult meg a vasútvillamosítás Magyarországon, és ez új mozdonyokat követelt. 1958 és 1962 között a MÁV átmeneti megoldásként Ward Leonard-rendszerű Bo’Bo’ tengelyelrendezésű 80 km/h engedélyezett sebességű villamosmozdonyokat szerzett be a Ganz-MÁVAG-tól. Ez volt a MÁV V41 sorozat. A gyártás ellenére fennálló további mozdonyhiány miatt újabb megrendelésekre is sor került, amely az 1961 és 1966 között gyártott MÁV V42 sorozat volt.
A főgépcsoport tervezésénél és gyártásánál felhasználták a két ugyancsak Ward-Leonard rendszerű Cavill 425 sorozatú kísérleti motorkocsiknál szerzett tapasztalatokat.
A sorozat gyártási ideje alatt lépett át a MÁV a „Kandó-féle” 16 kV 50 Hz-es felsővezetéki rendszerről a 25 kV 50 Hz-es rendszerre. Így (a két prototípus V41-es kivételével) valamennyi V41 és V42 sorozatú mozdonyt úgy gyártották, hogy mind a 16 kV-os, mind a 25 kV-os munkavezeték rendszer alatt tudjanak közlekedni.
A V41-es sorozatból a MÁV 30 db-ot szerzett be. A mozdonyok kezdetben főváros környéki ingavonatokat is továbbítottak, de kis teljesítményük és rossz üzemkészségük miatt a V42 és V43 sorozatok megjelenésével szinte kizárólag tehervonatokat vittek.
A mozdonyok az üzemben nem váltak be, elsősorban konstrukciós hibák miatt és nagyon sok mozdony tűzesetek következtében pusztult el. Így a selejtezésük már 1969-ben megkezdődött, három év múlva a sorozat kevesebb mint fele volt csak állományban. A forgalomból kivont, selejtezett gépeket gyakran nem bontották szét, hanem stabil állomási fűtőgépekké alakították át, személyvonatok előfűtésére.
A Ward-Leonard rendszerű mozdonyok gyártásával párhuzamosan már folyt a kísérletezés a tirisztoros szabályzással. A V41 501 pályaszámú prototípus mozdonyt alakította át a Ganz - Villamossági Művek 1968-ban az akkor újnak számító tirisztoros szabályzás kipróbálására, amely a MÁV első tirisztoros szabályzású mozdonya lett, később átszámozták V42 001 pályaszámra.

## Szerkezete
A főtranszformátor a felsővezeték feszültségét 982 V-ra csökkenti le. A főtranszformátor egy egyfázisú szinkronmotort táplál, mely 1500 1/min szinkron fordulatszámmal két darab egyenáramú fődinamót forgat meg. A fődinamók által fejlesztett egyenáram táplálja a forgóvázban elhelyezett egyenáramú vontatómotorokat. A segédüzem számára a főtranszformátor  egy Ferraris-Arno-motort táplál, mely a gerjesztődinamókat forgatja meg, valamint ellátja árammal a háromfázisú segédüzemi motorokat.

## Napjainkban
V41 523-at a Magyar Vasúttörténeti Parkban, közel eredeti festésben állították ki, némelyik megmaradt példányból pedig állomási fűtőgépeket alakítottak ki.

## Képgaléria

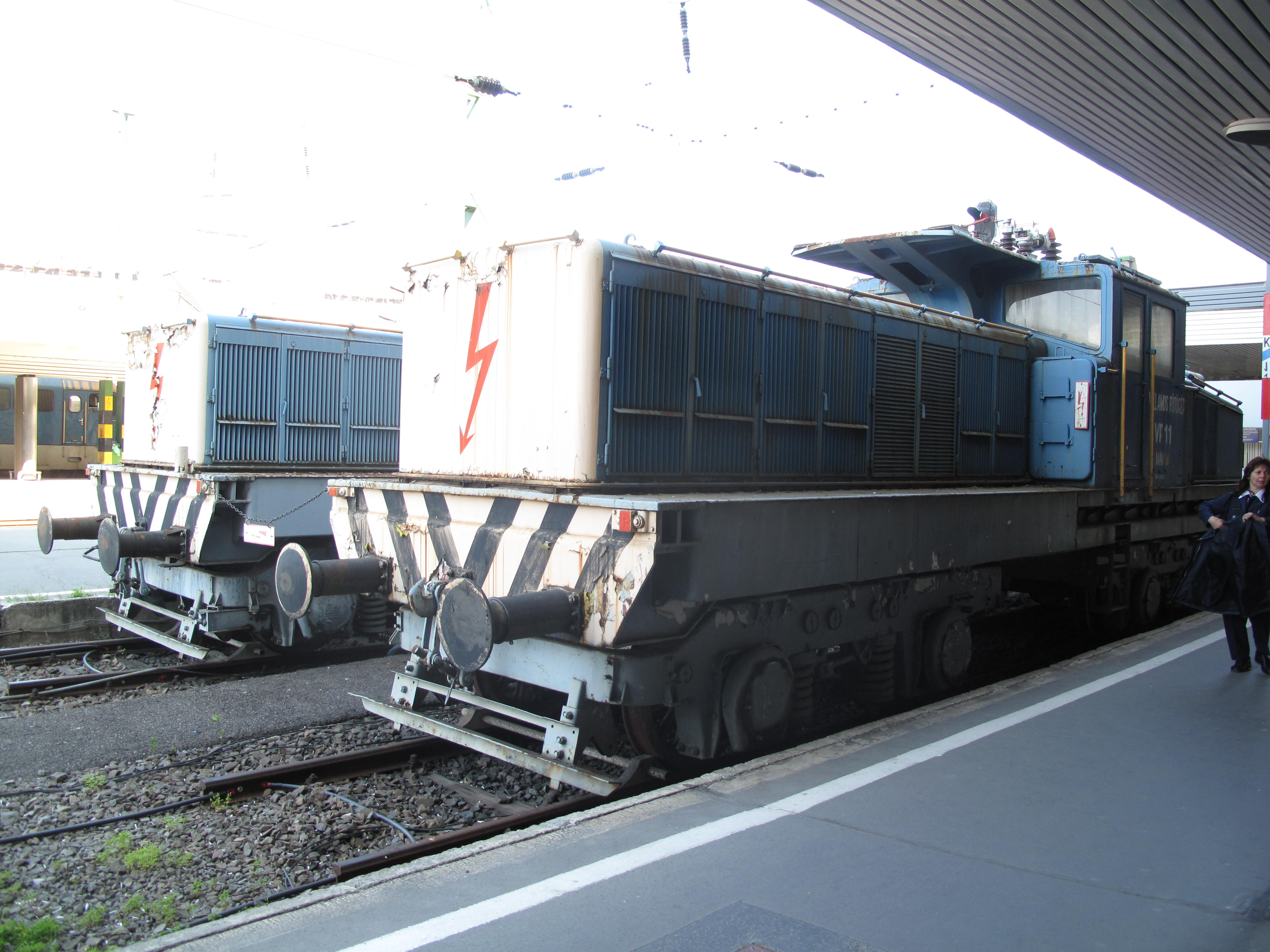
A Déli pályaudvaron, mint fűtőgép
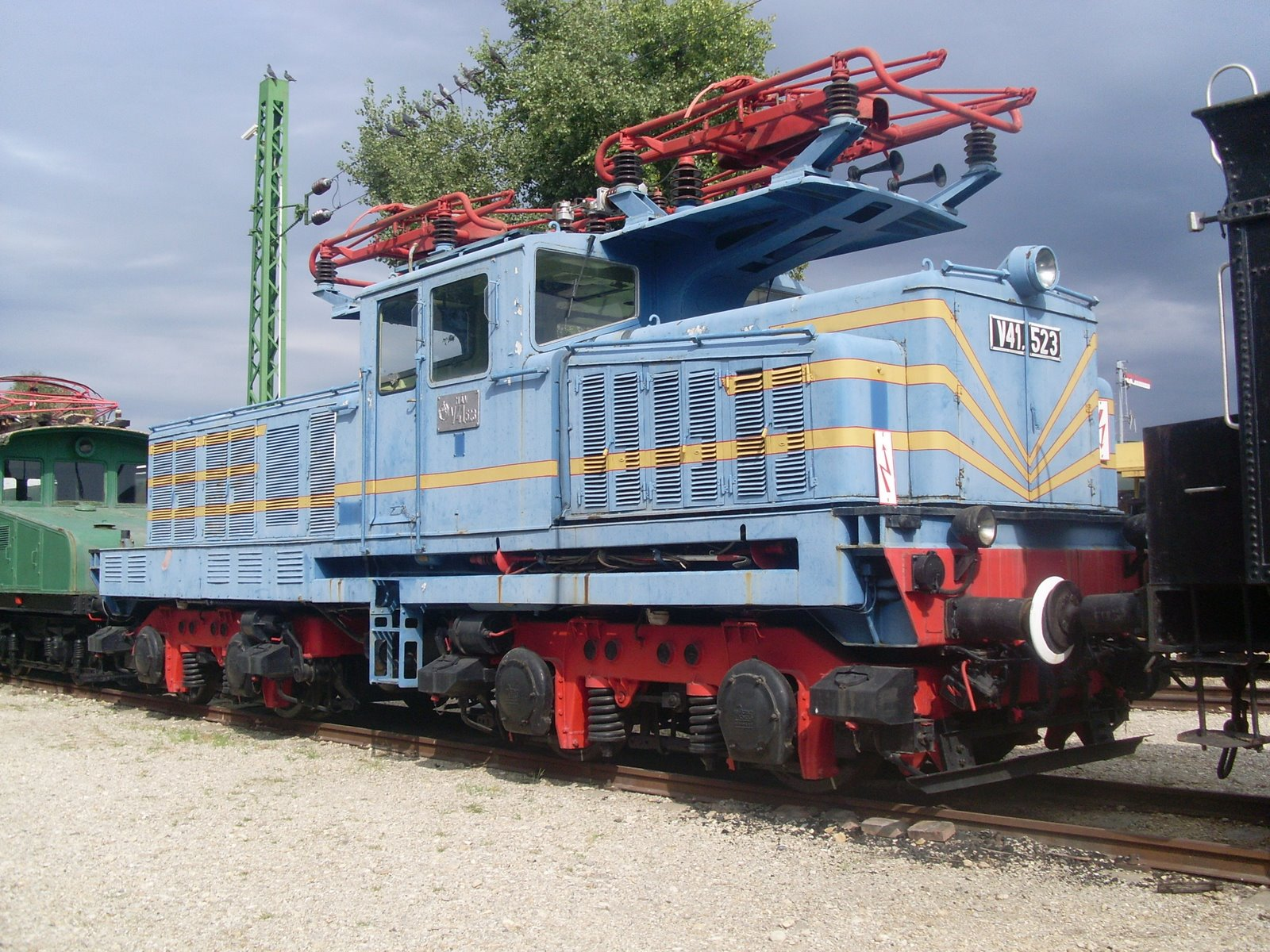
A vasúttörténeti parkban
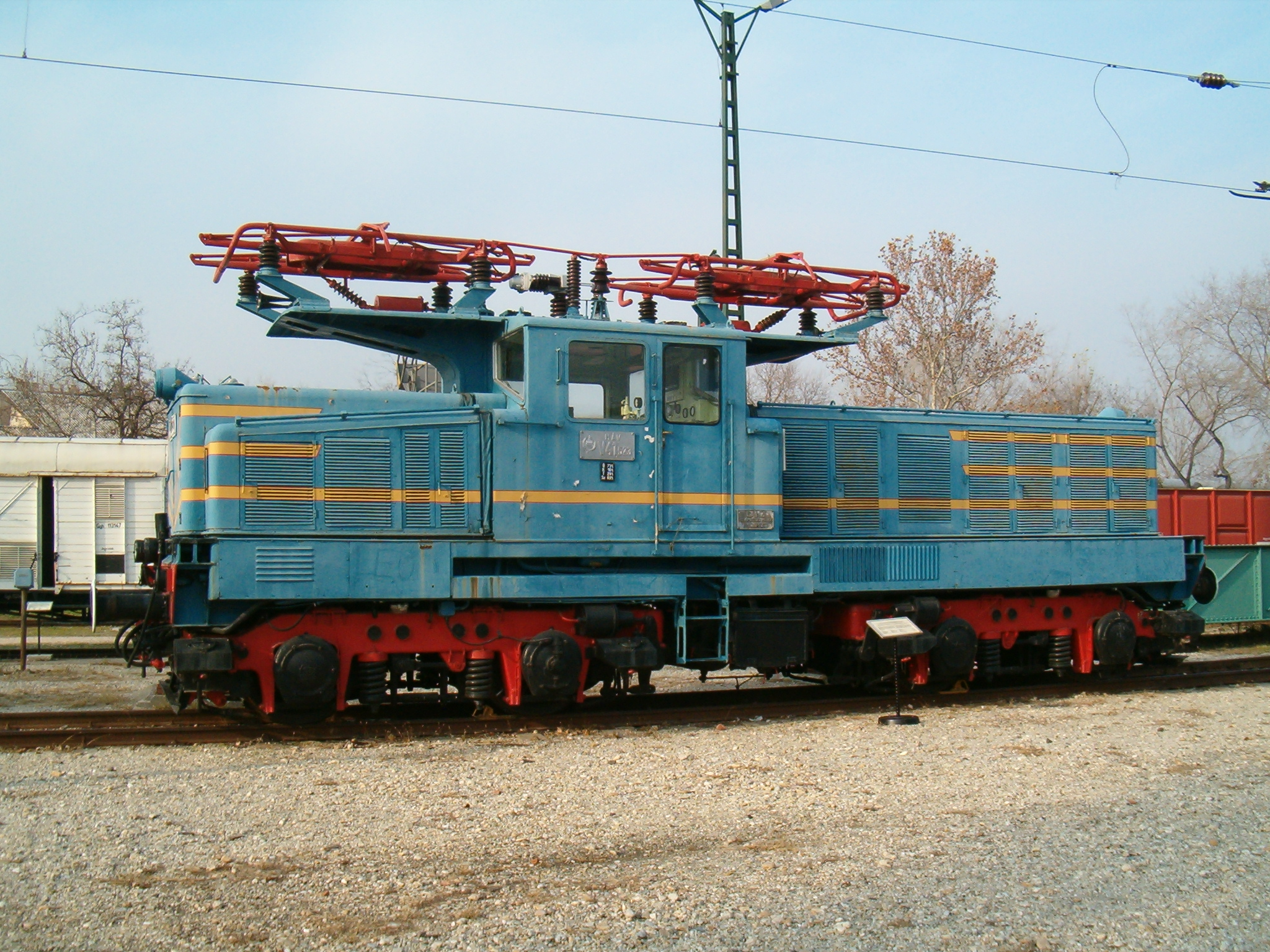
túloldalról